# 홍성선
홍성선(1979년 9월 29일 ~)은 대한민국의 성악가다. 

## 학력
- 한세대학교 졸업

호주 멜버른 오페라 스튜디오 전액 장학생 
이탈리아 베르디 아카데미아 졸업
이탈리아 아레나 아카데미아 졸업

## 방송
- CTS 국제 찬송가 경연대회 (2022) - 희망상

극동방송(서울, 대전, 전북, 부산)
정선희의 회복(C채널)
CTS 아주 특별한 찬양
YTN 다큐멘터리

## 음반
- To Be Bold 담대하라 (2020)
- New Start 이제 시작이야 (2020)

## 공연
- 서천으로 간 피가로 (2019)
- OPERA ON THE YARRA (2018)

## 수상
- Wollongong Eisteddfod 일반인 성악독창부문 1위 (2015)
- Manningham Eisteddfod Society Incorproated Open Aria From Grand Opera Vocal First Prize (2015)
- Manningham Eisteddfod Society Incorproated Vocal Susan Crawshaw Memorial Award (2015)
- Sydney Eisteddfod Baritone Bass Award (2014)
- Sydney Eisteddfod Opera Award (2013)
- 제6회 세종오케스트라 전국음악콩쿠르 일반부 성악대상 (2011)
- 제11회 한음음악콩쿠르 성악부문 일반부 최우수상 (2010)